# Ypthima praenobilia
Ypthima praenobilia är en fjärilsart. Ypthima praenobilia ingår i släktet Ypthima och familjen praktfjärilar. Inga underarter finns listade i Catalogue of Life.